# سیارک ۱۸۹۶۱
سیارک ۱۸۹۶۱ (به انگلیسی: 18961 Hampfreeman، نامگذاری:2000QR140) هجده هزار و نهصد و شصت و یکمین سیارک کشف شده‌است که در ۳۱ اوت ۲۰۰۰ کشف شد.
قدر مطلق سیارک برابر ۱۱.۲ است.